# Empire (seriál)
Empire je americký dramatický seriál, vysílaný od 7. ledna 2015 na stanici Fox. Tvůrci seriálu jsou Lee Daniels a Danny Strong. Hlavními hvězdami jsou Terrence Howard, Taraji P. Henson, Trai Byers, Jussie Smollett a Bryshere Y. Gray. Dne 17. ledna 2015 stanice potvrdila druhou řadu, která měla premiéru 23. září 2015. Dne 15. ledna 2016 stanice prodloužila seriál o třetí řadu, která měla premiéru 21. září 2016 Čtvrtá řada měla premiéru 27. září 2017. Dne 2. května 2018 byla objednaná pátá řada, kterou jako tvůrce převezme po Ilene Chaiken Brett Mahoney. Ta měla premiéru dne 26. září 2018.
Dne 30. dubna 2019 bylo stanicí Fox oznámeno, že seriál získá šestou řadu, která bude zároveň finální řadou seriálu. Ta měla premiéru dne 24. září 2019.

## Děj
Seriál se zaměřuje na nahrávací společnost Empire Entertainment a drama členů zakladatelské rodiny, kteří bojují o místo vedoucího společnosti.

## Obsazení

### Hlavní role
- Terrence Howard jako Lucious Lyon
- Taraji P. Henson jako Cookie Lyon
- Trai Byers jako Andre Lyon
- Jussie Smollett jako Jamal Lyon
- Bryshere Y. Gray jako Hakeem Lyon
- Grace Byers jako Anika Calhoun (1.–4. řada)
- Malik Yoba jako Vernon Turner (1. řada)
- Kaitlin Doubleday jako Rhonda Lyon (1.–2. řada, 3. řada – vedlejší role, 4. řada – hostující role)
- Ta'Rhonda Jones jako Porsha Taylor (2.–dosud, 1. řada – vedlejší role)
- Gabourey Sidibe jako Becky Williams (2.–dosud, 1. řada – vedlejší role)
- Serayah McNeill jako Tiana Brown (2.–dosud, 1. řada – vedlejší role)
- Morocco Omari jako Tariq Cousins (3. řada, 2. řada – vedlejší role)
- Bre-Z jako Freda Gatz, ženská rapperka a Luciosův nový projekt, rivalka Hakeema (3. řada, 2. řada – vedlejší role)
- Xzibit jako Leslie "Shyne" Johnson (3.–4. řada, 2. řada – hostující role)
- Andre Royo jako Thirsty Rawlings (4. řada–dosud, 2.–3. řada – vedlejší role)
- Rumer Willis jako Tory Ash (4. řada, 3. řada – vedlejší role)
- Terrell Carter jako Warren Hall (4. řada)
- Nicole Ari Parker jako Giselle Sims-Baker (5. řada–dosud, 4. řada – vedlejší role)
- Rhyon Nicole Brown jako Maya (5. řada–dosud, 4. řada – vedlejší role)
- Chet Hanks jako Blake Sterling (5. řada, vedlejší role – 4. řada)
- A.Z. Kelsey jako Jeff Kinglsey (5. řada)
- Vivica A. Fox jako Candace Holloway-Mason, Cookie starší sestra (6. řada, 2.–5. řada – vedlejší role)
- Mario jako Devon (6. řada)
- Meta Golding jako Teri Lyon, Andreho nová manželka (6. řada, 5. řada – vedlejší role)
- Katlynn Simone jako Treasure (6. řada, 5. řada – vedlejší role)
- Wood Harris jako Damon Cross (6. řada, 5. řada – vedlejší role)

### Vedlejší role
- Tasha Smith jako Carol Holloway, Cookie sestra
- Claudette Burchett jako Juanita, služebná Lyonových
- AzMarie Livingston jako Chicken, součást Hakeemova týmu a DJka
- Mike Moh jako Steve Cho, zaměstnanec Empire
- Rafael de la Fuente jako Michael Sanchez; Jamalův bývalý přítel
- Naomi Campbell jako Camilla Marks; návrhářka a bývalá přítelkyně Hakeema
- V. Bozeman jako Veronica, zpěvačka
- Eka Darville jako Ryan Morgan; filmař a přítel Jamala
- Nealle Gordon jako agentka Harlow Carter; FBI agentka, spolupracující s Cookie
- Antoine McKay jako Marcus "Bunkie" Williams; Cookiein bratranec, kterého zabil Lucious
- Derek Luke jako Malcolm DeVeaux; vedoucí ochranky
- Judd Nelson jako Billy Barretti, vedoucí nahrávací společnosti Creedmoor Entertainment
- Charles Malik Whitfield jako reverend L.C. Price
- Will Kinnear jako Leonard Bernstein
- Kelly Rowland jako Luciousova matka (flashbacky)[6]
  - Leslie Uggams jako Leah Walker, matka Luciuse (současnost)
- Leslie Uggams jako Leah Walker, matka Luciuse
- Tyra Ferrel jako Roxanne Ford, právničky Lyonových (2. řada)
- Tobias Truvillion jako Derek D-Major Major
- Adam Rodriguez jako Laz Delgado, promotér (2. řada)
- Jamila Valazquez jako Laura Calleros, hlavní zpěvačka Hakeemovy skupiny Mirage à Trois (2. řada)
- William Fichtner jako Jameson Henthrop
- Taye Diggs jako Angelo DuBois
- Phylicia Rashad jako Diana DuBois
- Samuel Hunt jako Xavier Rosen
- Sierra McClain jako Nessa Parker, Andreho nová přítelkyně
- Juan Antonio jako Philip, vedoucí PTSD skupiny
- Romeo Miller jako Gram
- Nia Long jako Guiliana Green, majitelka lasvegaského klubu
- Eva Longoria jako Charlotte Frost
- Teyonah Parris jako Pamela Rose
- Forest Whitaker jako Eddie Barker
- Nicole Ari Parker jako Giselle Barker
- Rhyon Nicole Brown jako Maya
- Porscha Coleman jako Mercedes
- Alfre Woodard jako Renee Holloway
- Toby Onwumere jako Kai
- Skylan Brooks jako Quincy

### Hostující role
- Cuba Gooing Jr. jako Dwayne Puma Robinson
- Raven-Symoné jako Olivia Lyon
- DeRay Davis jako Jermel Stubbs
- Estelle jako Delphine
- Courtney Love jako Elle Dallas; multi-platinová rocková hvězda nahrávací společnosti Empire, která se snaží o comeback
- Mary J. Blige jako Angie
- Jennifer Hudson jako Michelle White; hudební terapeutka a gospelová zpěvačka
- Chris Rock jako Frank Garthers
- Ludacris jako strážník McKnight
- Petey Pablo jako Clyde
- Becky G jako Valentina Galindo
- Alicia Keys jako Skye Summers
- Da Brat jako Jezzy
- Rosie O'Donnell jako Pepper O'Leary
- French Montana jako Vaughn Cooper
- Mariah Carey jako Kitty
- Queen Latifah jako Carlotta Brown

Dále si v seriálu zahráli sami sebe Snoop Dogg, Sway Calloway, Anthony Hamilton, Fantastic Negrito, Gladys Knight, Rita Ora, Juicy J, Patti LaBelle, Charles Hamilton, Pitbull, Timbaland, Sharon Carpenter, Ne-Yo, Funkmaster Flex, Nicole Richie, Joel Madden, Jason Derulo, Lee Daniels, Montana of 300, Birdman, Remy Ma a Sticky Fingaz.

## Řady a díly
| Řada | Díly | Premiéra v USA | Premiéra v USA  |
| Řada | Díly | První díl      | Poslední díl    |
| ---- | ---- | -------------- | --------------- |
| 1    | 12   | 7. ledna 2015  | 18. března 2015 |
| 2    | 18   | 23. září 2015  | 18. května 2016 |
| 3    | 18   | 21. září 2016  | 24. května 2017 |
| 4    | 18   | 27. září 2017  | 23. května 2018 |
| 5    | 18   | 26. září 2018  | 8. května 2019  |
| 6    | 18   | 24. září 2019  | 21. dubna 2020  |

## Produkce
Pilotní epizoda byla natáčená v březnu roku 2014 v Chicagu. 6. května 2015 stanice FOX vybrala seriál do své sezóny 2014-15. 12. května stanice oznámila, že seriál nebude vysílat na jaře, ale na podzim. 19. listopadu bylo potvrzeno, že pilotní díl bude mít premiéru 7. ledna 2015, po premiéře reality-show American Idol.

### Casting
Terrence Howard byl obsazen do hlavní role 19. února 2014. Taraji P. Henson a Jussie Smollett byli obsazeni 26. února. 10. března 2014 byla Gabourey Sidibe obsazena do role Becky. Trai Byers a Grace Gealey byli obsazeni do hlavních rolí, zatímco Bryshere Y. Gray a Malik Yoba byli obsazeni do vedlejší rolí. Courtney Love se k obsazení přidala 23. října. Naomi Campbell byla obsazena do vedlejší role 29. září. 2. června 2015 bylo oznámeno, že Adam Rodriguez získal vedlejší roli v druhé série, ve které bude hrát Laze Delgada, potenciálního přítele Cookie. Marisa Tomei si ve druhé sérii zahraje bilionářku, která se zapleta do rodinného dramatu Lyonových. 6. července bylo oznámeno, že Kelly Rowland si v seriálu zahraje Luciousovu matku.

#### Vyhazov Jussieho Smolleta
Dne 22. ledna 2019 podal Jussie Smollet zprávu policii ohledně výhrůžného dopisu, který mu byl poslán do studií Fox, kde se Empire natáčí. Dne 29. ledna 2019 měl být Smollet napaden dvěma muži, kteří měli používat rasistické a homofobní nadávky. Policii také řekl, že mu také obmotali provaz kolem krku. Smollett byl hospitalizován. O den později policie vydala zatykač na dva muže, které spatřila na kamerovém záznamu poblíž napadení.
Dne 15. února policie oznámila, že identifikovala pachatele, jednalo se o americké občany nigerijského původu bratry Olabinja a Abimbolu Osundairo. Dne 17. února bratři přiznali, že Smollett jim měl za útok zaplatit. Dne 20. února byl Smollett obviněn z trestného činu podání falešné zprávy policii poté, co zinscenoval útok na vlastní osobu v Chicagu. O den později se k trestnému činu doznal.
Producenti seriálu následně odstranili Smolleta z role Jamala pro poslední dva díly páté řady.

### Soundtrack
Columbia Records vydala oficiální soundtrack první série 10. března 2015. Na albu se nachází 11 písniček a na verzi deluxe je písniček 18. Ke květnu 2015 se alba prodalo přes 358 000 kopií.
| Soundtrack                            | Datum vydání       | Formát          | Vydavatel |
| ------------------------------------- | ------------------ | --------------- | --------- |
| Season 1 (standard a deluxe)          | 10. března 2015    | CD – ke stažení | Columbia  |
| Season 1 (kompletní)                  | 11. září 2015      | ke stažení      | Columbia  |
| Season 2 (Vol. 1) (standard a deluxe) | 20. listopadu 2015 | CD – ke stažení | Columbia  |
| Season 2 (Vol. 2) (standard a deluxe) | 29. dubna 2016     | CD – ke stažení | Columbia  |
| Season 2 (kompletní)                  | 8. července 2016   | ke stažení      | Columbia  |
| Season 3 (standard)                   | 28. dubna 2017     | CD – ke stažení | Columbia  |

## Vysílání
Premiéra v Austrálii měla proběhnout 19. února 2015, ale nakonec se posunula na 1. března 2015. V Kanadě seriál vysílá stanice Omni Television. 28. dubna 2015 měl seriál premiéru na anglické stanici E4.

## Ocenění a nominace
| Rok  | Ocenění                                               | Kategorie                                                            | Nominace                                                                            | Výsledk   | ref           |
| ---- | ----------------------------------------------------- | -------------------------------------------------------------------- | ----------------------------------------------------------------------------------- | --------- | ------------- |
| 2015 | BET Awards                                            | Nejlepší herec                                                       | Terrence Howard                                                                     | vítězství | [ 18 ]        |
| 2015 | BET Awards                                            | Nejlepší herec                                                       | Jussie Smollett                                                                     | nominace  | [ 18 ]        |
| 2015 | BET Awards                                            | Nejlepší herečka                                                     | Taraji P. Henson                                                                    | vítězství | [ 18 ]        |
| 2015 | Critics' Choice Television Award                      | Nejlepší dramatický seriál                                           | Empire                                                                              | nominace  | [ 19 ] [ 20 ] |
| 2015 | Critics' Choice Television Award                      | Nejlepší herečka v dramatickém seriálu                               | Taraji P. Henson                                                                    | vítězství | [ 19 ] [ 20 ] |
| 2015 | Critics' Choice Television Award                      | Nejvíce sledováníhodný seriál                                        | Empire                                                                              | nominace  | [ 19 ] [ 20 ] |
| 2015 | Gold Derby Awards                                     | Nejlepší herečka v dramatickém seriálu                               | Taraji P. Henson                                                                    | nominace  |               |
| 2015 | Cena Emmy                                             | Nejlepší seriálová herečka v hlavní roli: drama                      | Taraji P. Henson                                                                    | nominace  |               |
| 2015 | Cena Emmy                                             | Nejlepší kostýmy: současný seriál, limitovaný seriál nebo film       | Paolo Nieddu a Eileen McCahill (za díl: „Pilot“)                                    |           |               |
| 2015 | Cena Emmy                                             | Nejlepší kostýmy: současný seriál, limitovaný seriál nebo film       | Rita McGhee a Sukari McGill (za díl: „The Lyon's Roar“)                             | nominace  |               |
| 2015 | Teen Choice Awards                                    | Nejlepší dramatický seriál                                           | Empire                                                                              | nominace  | [ 21 ] [ 22 ] |
| 2015 | Teen Choice Awards                                    | Nejlepší televizní herec: drama                                      | Terrence Howard                                                                     | nominace  | [ 21 ] [ 22 ] |
| 2015 | Teen Choice Awards                                    | Nejlepší televizní herec: drama                                      | Jussie Smollett                                                                     | nominace  | [ 21 ] [ 22 ] |
| 2015 | Teen Choice Awards                                    | Nejlepší televizní herečka: drama                                    | Taraji P. Henson                                                                    | nominace  | [ 21 ] [ 22 ] |
| 2015 | Teen Choice Awards                                    | Nejlepší průlomový seriál                                            | Empire                                                                              | vítězství | [ 21 ] [ 22 ] |
| 2015 | Teen Choice Awards                                    | Nejlepší televizní průlomová hvězda                                  | Bryshere Y. Gray                                                                    | nominace  | [ 21 ] [ 22 ] |
| 2015 | Teen Choice Awards                                    | Nejlepší televizní průlomová hvězda                                  | Jussie Smollett                                                                     | nominace  | [ 21 ] [ 22 ] |
| 2015 | Teen Choice Awards                                    | Nejlepší televizní zlodějka scén                                     | Trai Byers                                                                          | nominace  | [ 21 ] [ 22 ] |
| 2015 | Teen Choice Awards                                    | Nejlepší televizní zloduch                                           | Terrence Howard                                                                     | nominace  | [ 21 ] [ 22 ] |
| 2015 | Teen Choice Awards                                    | Nejlepší chemie v seriálu                                            | Trai Byers, Bryshere Y. Gray, Taraji P. Henson, Terrence Howard & Jussie Smollett   | nominace  | [ 21 ] [ 22 ] |
| 2015 | Teen Choice Awards                                    | Nejlepší hudba: písnička z filmu nebo seriálu                        | Empire Obsazení feat. Jussie Smollett & Bryshere Y. Gray                            | nominace  | [ 21 ] [ 22 ] |
| 2015 | TCA Awards                                            | Program roku                                                         | Empire                                                                              | vítězství | [ 23 ]        |
| 2015 | TCA Awards                                            | Nejlepší úspěšný dramatický seriál                                   | Empire                                                                              | nominace  | [ 23 ]        |
| 2015 | TCA Awards                                            | Nejlepší nový program                                                | Empire                                                                              | nominace  | [ 23 ]        |
| 2015 | TCA Awards                                            | Individuální úspěch v dramatickém seriálu                            | Taraji P. Henson                                                                    | nominace  | [ 23 ]        |
| 2015 | Hollywood Music in Media Awards                       | Nejlepší seriál                                                      | Empire                                                                              | nominace  |               |
| 2015 | Hollywood Music in Media Awards                       | Nejlepší písnička ze seriálu                                         | "Good Enough"                                                                       | nominace  |               |
| 2015 | Hollywood Music in Media Awards                       | Nejlepší hudba v seriálu                                             | Empire                                                                              | vítězství |               |
| 2015 | Hollywood Music in Media Awards                       | Nejlepší soundtrack                                                  | Empire Original Soundtrack From Season 1                                            | nominace  |               |
| 2015 | Online Film & Television Association                  | Nejlepší dramatický seriál                                           | Empire                                                                              | nominace  |               |
| 2015 | Online Film & Television Association                  | Nejlepší seriálová herečka: drama                                    | Taraji P. Henson                                                                    | vítězství |               |
| 2015 | Online Film & Television Association                  | Nejlepší seriálová herečka v hostující roli: drama                   | Jennifer Hudson                                                                     | vítězství |               |
| 2015 | Online Film & Television Association                  | Nejlepší obsazení                                                    | Empire                                                                              | nominace  |               |
| 2015 | Online Film & Television Association                  | Nejlepší režie: dramatický seriál                                    | Empire                                                                              | nominace  |               |
| 2015 | Online Film & Television Association                  | Nejlepší scénář: dramatický seriál                                   | Empire                                                                              | nominace  |               |
| 2015 | Online Film & Television Association                  | Nejlepší výprava: dramatický seriál                                  | Empire                                                                              | nominace  |               |
| 2015 | Online Film & Television Association                  | Nejlepší kostýmy: dramatický seriál                                  | Empire                                                                              | nominace  |               |
| 2015 | Online Film & Television Association                  | Nejlepší titulní skladba                                             | Empire                                                                              | vítězství |               |
| 2015 | Online Film & Television Association                  | Nejlepší masky: dramatický seriál                                    | Empire                                                                              | nominace  |               |
| 2015 | Online Film & Television Association                  | Nejlepší titulky                                                     | Empire                                                                              | nominace  |               |
| 2015 | Satellite Awards                                      | Nejlepší seriálová herečka: drama                                    | Taraji P. Henson                                                                    | nominace  |               |
| 2016 | Cena Grammy                                           | Nejlepší soundtrack                                                  | Empire Original Soundtrack From Season 1                                            | nominace  |               |
| 2016 | BET Awards                                            | Nejlepší herečka                                                     | Taraji P. Henson                                                                    | vítězství |               |
| 2016 | Dorian Awards                                         | Nejlepší seriálová herečka                                           | Taraji P. Henson                                                                    | vítězství |               |
| 2016 | Dorian Awards                                         | Nejlepší seriál                                                      | Empire                                                                              | vítězství |               |
| 2016 | Mediální cena GLAAD                                   | Nejlepší dramatický seriál                                           | Empire                                                                              | nominace  |               |
| 2016 | Zlatý glóbus                                          | Nejlepší soundtrack                                                  | Empire Original Soundtrack From Season 1                                            | vítězství |               |
| 2016 | Zlatý glóbus                                          | Nejlepší herečka v televizním dramatu                                | Taraji P. Henson                                                                    | vítězství |               |
| 2016 | NAACP Image Awards                                    | Nejlepší televizní drama                                             | Empire                                                                              | vítězství |               |
| 2016 | NAACP Image Awards                                    | Nejlepší herec v televizním dramatu                                  | Terrence Howard                                                                     | vítězství |               |
| 2016 | NAACP Image Awards                                    | Nejlepší herečka v televizním dramatu                                | Taraji P. Henson                                                                    | vítězství |               |
| 2016 | NAACP Image Awards                                    | Nejlepší album                                                       | Empire Original Soundtrack From Season 1                                            | nominace  |               |
| 2016 | NAACP Image Awards                                    | Nejlepší písnička                                                    | "Conqueror" – obsazení                                                              | nominace  |               |
| 2016 | NAACP Image Awards                                    | Nejlepší duo/skupinová kolaborace                                    | "Conqueror" – obsazení                                                              | vítězství |               |
| 2016 | Critics' Choice Television Award                      | Nejlepší televizní drama                                             | Empire                                                                              | nominace  |               |
| 2016 | Critics' Choice Television Award                      | Nejlepší herečka v televizním dramatu                                | Taraji P. Henson                                                                    | nominace  |               |
| 2016 | Critics' Choice Television Award                      | Nejlepší host v televizním dramatu                                   | Marisa Tomei                                                                        | nominace  |               |
| 2016 | Critics' Choice Television Award                      | Nejvíce sledování-hodná show                                         | Empire                                                                              | nominace  |               |
| 2016 | Costume Designers Guild Awards                        | Nejlepší seriál                                                      | Rita McGhee                                                                         | nominace  |               |
| 2016 | Teen Choice Awards                                    | Nejlepší seriál                                                      | Empire                                                                              | nominace  |               |
| 2016 | Teen Choice Awards                                    | Nejlepší seriálový herec – drama                                     | Terrence Howard                                                                     | nominace  |               |
| 2016 | Teen Choice Awards                                    | Nejlepší seriálový herec – drama                                     | Jussie Smollet                                                                      | nominace  |               |
| 2016 | Teen Choice Awards                                    | Nejlepší seriálová herečka – drama                                   | Taraji P. Henson                                                                    | nominace  |               |
| 2016 | Golden Reel Awards                                    | Nejlepší mix zvuku: TV muzikál                                       | Joshua Winget (za díl „Die But Once“)                                               | vítězství |               |
| 2016 | Cena Emmy                                             | Nejlepší herečka v dramatickém seriálu                               | Taraji P. Henson                                                                    | nominace  |               |
| 2016 | Cena Emmy                                             | Nejlepší kostýmy v současném seriálu, limitovaném seriálu nebo filmu | Paolo Nieddu a Mary C. Lane (za díl „Past Is Prologue“)                             | nominace  |               |
| 2016 | Cena Emmy                                             | Nejlepší původní hudba a text                                        | James Washington (za díl „A Rose by Any Other Name“ a skladbu „Good People“)        | nominace  |               |
| 2016 | Hollywood Makeup Artist and Hair Stylist Guild Awards | Nejlepší účesy: současný seriál                                      | Melissa Forney a Telona Wilson                                                      | nominace  |               |
| 2016 | Hollywood Makeup Artist and Hair Stylist Guild Awards | Nejlepší účesy: současný seriál                                      | Beverly Jo Pryor a Ashunta Sheriff                                                  | nominace  |               |
| 2016 | Hollywood Music In Media Awards                       | Nejlepší hudební supervize: televize                                 | Jennifer Ross                                                                       | nominace  |               |
| 2016 | Image Awards                                          | Nejlepší dramatický seriál                                           | Empire                                                                              | vítězství |               |
| 2016 | Image Awards                                          | Nejlepší seriálová herečka: drama                                    | Taraji P. Henson                                                                    | vítězství |               |
| 2016 | Image Awards                                          | Nejlepší seriálový herec: drama                                      | Terrence Howard                                                                     | vítězství |               |
| 2016 | Image Awards                                          | Nejlepší seriálový herec ve vedlejší roli: drama                     | Jussie Smollett                                                                     | nominace  |               |
| 2016 | Image Awards                                          | Nejlepší seriálový herec ve vedlejší roli: drama                     | Bryshere Y. Gray                                                                    | nominace  |               |
| 2016 | Image Awards                                          | Nejlepší seriálová herečka ve vedlejší roli: drama                   | Grace Byers                                                                         | nominace  |               |
| 2016 | Image Awards                                          | Nejlepší režie: dramatický seriál                                    | Lee Daniels (za „Pilot“                                                             | nominace  |               |
| 2016 | Image Awards                                          | Nejlepší scénář: dramatický seriál                                   | Lee Daniels a Danny Strong (za „Pilot“                                              | nominace  |               |
| 2016 | Online Film & Television Association                  | Nejlepší seriálová herečka: drama                                    | Taraji P. Henson                                                                    | nominace  |               |
| 2016 | Online Film & Television Association                  | Nejlepší kostýmy: dramatický seriál                                  | Empire                                                                              | vítězství |               |
| 2017 | Black Reel Awards                                     | Nejlepší seriálová herečka: drama                                    | Taraji P. Henson                                                                    | nominace  |               |
| 2017 | Black Reel Awards                                     | Nejlepší seriálový herec: drama                                      | Terrence Howard                                                                     | nominace  |               |
| 2017 | Black Reel Awards                                     | Nejlepší seriálový herec ve vedlejší roli: drama                     | Trai Byers                                                                          | nominace  |               |
| 2017 | Black Reel Awards                                     | Nejlepší režie: dramatický seriál                                    | Sanaa Hamri (za díl: „A Furnace For You“)                                           | nominace  |               |
| 2017 | Black Reel Awards                                     | Nejlepší scénář: dramatický seriál                                   | Diane Ademu-John a Eric Haywood (za díl: „Toll & Trouble Pt. 1“)                    | nominace  |               |
| 2017 | Black Reel Awards                                     | Nejlepší seriálový herec/herečka v hostující roli: drama             | Phylicia Rashad                                                                     | nominace  |               |
| 2017 | Black Reel Awards                                     | Nejlepší hudba: komedie/drama                                        | Fil Feisler a Jennifer Ross                                                         | nominace  |               |
| 2017 | BET Awards                                            | Nejlepší herečka                                                     | Taraji P. Henson                                                                    | vítězství |               |
| 2017 | BET Awards                                            | Nejlepší herec                                                       | Bryshere Y. Gray                                                                    | nominace  |               |
| 2017 | Cena Emmy                                             | Nejlepší kostýmy: současný seriál                                    | Paolo Nieddu a Mary C. Lane (za díl: „Light In Darkness“)                           | nominace  |               |
| 2017 | Costume Designers Guild Awards                        | Nejlepší kostýmy: současný seriál                                    | Paolo Nieddu                                                                        | nominace  |               |
| 2017 | Hollywood Makeup Artist and Hair Stylist Guild Awards | Nejlepší účesy: současný seriál                                      | Melissa Forney, Theresa A. Fleming a Nolan Kelly                                    | nominace  |               |
| 2017 | Hollywood Makeup Artist and Hair Stylist Guild Awards | Nejlepší účesy: současný seriál                                      | Beverly Jo Pryor, Eric Pagdin a Ashunta Sheriff                                     | nominace  |               |
| 2017 | Image Awards                                          | Nejlepší dramatický seriál                                           | Empire                                                                              | nominace  |               |
| 2017 | Image Awards                                          | Nejlepší seriálová herečka: drama                                    | Taraji P. Henson                                                                    | vítězství |               |
| 2017 | Image Awards                                          | Nejlepší seriálový herec: drama                                      | Terrence Howard                                                                     | nominace  |               |
| 2017 | Image Awards                                          | Nejlepší seriálový herec ve vedlejší roli: drama                     | Jussie Smollett                                                                     | vítězství |               |
| 2017 | Image Awards                                          | Nejlepší seriálový herec ve vedlejší roli: drama                     | Trai Byers                                                                          | nominace  |               |
| 2017 | Image Awards                                          | Nejlepší režie: dramatický seriál                                    | Millicent Shelton (za „The Lyon Who Cried Wolf“                                     | nominace  |               |
| 2017 | MTV Movie + TV Awards                                 | Nejlepší polibek                                                     | Taraji P. Henson a Terrence Howard                                                  | nominace  |               |
| 2017 | People's Choice Awards                                | Nejlepší seriálové drama                                             | Empire                                                                              | nominace  |               |
| 2017 | Teen Choice Awards                                    | Nejlepší seriál: drama                                               | Empire                                                                              | nominace  |               |
| 2017 | Teen Choice Awards                                    | Nejlepší seriálový herec: drama                                      | Jussie Smollett                                                                     | nominace  |               |
| 2018 | BET Awards                                            | Nejlepší herečka                                                     | Taraji P. Henson                                                                    | nominace  |               |
| 2018 | Black Reel Awards                                     | Nejlepší seriálová herečka: drama                                    | Taraji P. Henson                                                                    | nominace  |               |
| 2018 | Black Reel Awards                                     | Nejlepší seriálová herečka v hostující roli: drama                   | Phylicia Rashad                                                                     | vítězství |               |
| 2018 | Black Reel Awards                                     | Nejlepší seriálový herec v hostující roli: drama                     | Taye Diggs                                                                          | nominace  |               |
| 2018 | Cena Emmy                                             | Nejlepší kostýmy: současný seriál                                    | Paolo Nieddu, Jennifer Salim a Steffany Bernstein Pratt (za díl: „Slave to Memory“) | nominace  |               |
|      | Hollywood Makeup Artist and Hair Stylist Guild Awards | Nejlepší účesy: současný seriál                                      | Melissa Forney, Theresa A. Fleming a Nolan Kelly                                    | nominace  |               |
|      | Image Awards                                          | Nejlepší seriálová herečka: drama                                    | Taraji P. Henson                                                                    | vítězství |               |
|      | Image Awards                                          | Nejlepší seriálový herec: drama                                      | Terrence Howard                                                                     | nominace  |               |
|      | Image Awards                                          | Nejlepší seriálový herec ve vedlejší roli: drama                     | Bryshere Y. Gray                                                                    | nominace  |               |
|      | Image Awards                                          | Nejlepší seriálový herec ve vedlejší roli: drama                     | Jussie Smollett                                                                     | nominace  |               |
|      | Image Awards                                          | Nejlepší seriálový herec ve vedlejší roli: drama                     | Trai Byers                                                                          | nominace  |               |
|      | Teen Choice Awards                                    | Nejlepší seriál: drama                                               | Empire                                                                              | nominace  |               |
|      | Teen Choice Awards                                    | Nejlepší seriálový herec: drama                                      | Jussie Smollett                                                                     | nominace  |               |